# Vladimir Parnyakov
Bản mẫu:Eastern Slavic name
Vladimir Aleksandrovich Parnyakov (tiếng Nga: Владимир Александрович Парняков; sinh ngày 30 tháng 1 năm 1984) là một cầu thủ bóng đá người Nga. Hiện tại anh thi đấu cho F.K. Orenburg.